# The Alienist (série de televisão)
The Alienist é uma série televisiva de drama e suspense norte-americana baseada no romance de mesmo nome escrito por Caleb Carr. A série limitada é composta por dez episódios e foi ao ar pela primeira vez no canal TNT no dia 21 de janeiro de 2018, antes de sua estreia oficial em 22 de janeiro de 2018, e a última exibição aconteceu em 26 de março de 2018. O show é estrelado por Daniel Brühl, Luke Evans e Dakota Fanning como uma equipe de investigadores reunida em meados da década de 1890 na cidade de Nova Iorque para descobrir a identidade de um assassino em série que está matando crianças de rua. A série incorpora fatos verídicos à ficção incluindo personagens que são figuras históricas, como Theodore Roosevelt, que ocupou o cargo de comissário de polícia de 1895 a 1897. Em 16 de agosto de 2018, a TNT ordenou uma nova série para dar sequência ao show com base no segundo romance de Caleb Carr, The Angel of Darkness.

## Premissa
O show de drama e suspense psicológico se passa em 1896, quando uma série de horríveis assassinatos de crianças prostituídas toma conta da cidade de Nova Iorque. O recém-nomeado comissário de polícia Teddy Roosevelt convida o Dr. Laszlo Kreizler, um psicólogo criminal e John Moore, um ilustrador de jornal, para conduzirem as investigações em segredo. No decorrer das pesquisas, mais pessoas acabam se juntando à equipe do caso como Sara Howard, a forte secretária do comissário de polícia, bem como os irmãos gêmeos judeus Marcus e Lucius Isaacson, ambos sargentos e detetives do Departamento de Polícia de Nova Iorque.
A equipe encontra oposição dentro da polícia de Nova Iorque, advinda principalmente do capitão Connor e do recém-aposentado chefe Byrnes, ambos mais comprometidos em proteger a reputação da alta sociedade da cidade do que em encontrar os autores dos crimes; bem como dos trabalhadores pobres e cidadãos de classe baixa que desconfiam deles por viverem fora de suas realidades.
Frase de abertura:
| “ | No século 19, acreditava-se que pessoas que sofriam de doenças mentais estavam alienadas de sua verdadeira natureza. Especialistas que as estudavam eram conhecidos como alienistas. | ” |

## Elenco

### Principal
- Daniel Brühl como Dr. Laszlo Kreizler,[6] um psiquiatra (ou alienista)[7] que têm se especializado em crianças que sofrem de doenças mentais. Ele é convocado por seu ex-colega de Harvard, Theodore Roosevelt, para tentar desvendar a psicologia por trás do assassino de crianças. Ele é de origem alemã sendo proveniente de uma família abastada que vive sozinho, exceto por sua empregada muda e seu criado. Ele possui um braço coxo e frequentemente procura a visão de ex-pacientes e criminosos para obter ajuda em suas investigações e pesquisas.
- Luke Evans como John Schuyler Moore,[6] um cartunista e ilustrador do New York Times, além de ser um homem da sociedade que frequentou Harvard juntamente com o Dr. Kreizler e Roosevelt. Ele mora com a avó tendo sido afastado do seu pai após a morte do irmão por afogamento. Ele é bonito e charmoso, no entanto é alcoólatra e frequenta bordéis, permanecendo solteiro depois que sua noiva o deixou por outro homem. Do mesmo modo que Roosevelt, ele conhece Sara desde que ela era jovem.
- Brian Geraghty como Theodore Roosevelt,[8] o então o recém-nomeado comissário da polícia da cidade de Nova Iorque. Ele é retratado como sendo exigente do respeito de certas pessoas, mas permanece maleável pelos oficiais mais veneráveis da sociedade e veteranos da polícia da cidade. Ele estudou em Harvard com o Dr. Kreizler e Moore, ambos os quais ele pede para montarem uma investigação secreta e paralela sobre os assassinatos das crianças de rua. Ele emprega Sara Howard como secretária, por ter conhecido o seu pai, e pensa muito nela.
- Robert Ray Wisdom como Cyrus Montrose,[9] o criado de Kreizler que ele empregou após testemunhar em seu favor durante um julgamento por assassinato.
- Douglas Smith como Marcus Isaacson,[10] um jovem sargento-detetive judeu da polícia de Nova Iorque, a quem Roosevelt pede para trabalhar com Kreizler, Moore e Howard. Ele é o irmão gêmeo de Lucius e, como seu irmão, é bem versado em ciência e investigações de cenas de crime no geral. Ele se envolve com uma socialista judeu.
- Matthew Shear como Lucius Isaacson,[11] o irmão gêmeo de Marcus e outro sargento-detetive da polícia de Nova Iorque. Ele é muito mais cauteloso e contido que Marcus e muito ansioso para utilizar as mais recentes técnicas científicas para resolver crimes.
- Q'orianka Kilcher como Mary Palmer,[9] a empregada de Kreizler. Como Cyrus, ela foi levada por Kreizler depois que foi absolvida por assassinato. Ela é surda e usa a língua de sinais para se comunicar. Ela possui um interesse romântico em Kreizler.
- Matt Lintz como Stevie Taggert,[12] um jovem e posteriormente o criado de Kreizler, que muitas vezes ajuda Cyrus e se envolve na investigação da equipe passando-se por prostituto.
- Dakota Fanning como Sara Howard,[13] uma jovem da sociedade que se torna a secretária de Roosevelt e a primeira mulher empregada pelo Departamento de Polícia de Nova Iorque. Ela passou um tempo em um sanatório após a morte de seu pai, que Roosevelt e Moore conheciam. Ela é composta e determinada a não permitir que seus colegas homens a menosprezem. Ela se envolve com a equipe como uma ligação entre Roosevelt e Kreizler e Moore. A personagem é ligeiramente inspirada na história de Isabella Goodwin, a primeira mulher detetive de Nova Iorque.[14]

### Recorrente
- Antonio Magro como Paul Kelly,[15] um mafioso que dirige um bordel frequentado por homens da alta sociedade.
- David Wilmot como Capitão Connor,[16] um policial irlandês que não gosta de Roosevelt e que tenta subverter as investigações da equipe a cada passo possível.
- Jackson Gann como Joseph,[17] um garoto que trabalha em um bordel e que se interessa por Moore.
- Ted Levine como Thomas F. Byrnes,[10] um chefe de polícia aposentado que orienta Connor a proteger os ricos de serem perseguidos por seus crimes e indiscrições.
- Emanuela Postacchini como Flora,[18] uma prostituta de classe que considera Moore como um de seus clientes.
- Michael Ironside como J.P. Morgan,[19] um homem de finanças e banqueiro que usa Connor e Byrnes como seus músculos para reforçar a proteção de seus colegas da alta sociedade.
- Sean Young como Sra. Van Bergen, a matriarca da família fictícia Van Bergen. Ela geralmente não se incomoda com os rumores sobre as ações de seu filho, mas mesmo assim é obrigada por Byrnes a tomar medidas para protegê-lo.
- Josef Altin como Willem Van Bergen, um jovem que caça garotos pré-adolescentes. Ele sofre de sífilis.
- Peter McRobbie como Prefeito William Lafayette Strong, o prefeito da cidade de Nova Iorque de 1895 a 1897. Ele repete as preocupações de Morgan e Byrnes pela crosta superior da cidade.
- Stephen Louis Grush como Jesse Pomeroy, um assassino de crianças verídico de Boston. Na história da série, Kreizler tentou estudar Pomeroy no início de sua carreira.
- David Meunier como Adam Dury, um fazendeiro do campo.
- Bill Heck como John Beechum

## Episódios
| N.º | Título                                                      | Dirigido por     | Escrito por                                     | Exibição original       |
| --- | ----------------------------------------------------------- | ---------------- | ----------------------------------------------- | ----------------------- |
| 1   | "The Boy on the Bridge" "(O Garoto na Ponte)" (BR)          | Jakob Verbruggen | Hossein Amini                                   | 21 de janeiro de 2018   |
| 2   | "A Fruitful Partnership" "(Uma Parceria de Sucesso)" (BR)   | Jakob Verbruggen | Hossein Amini e E. Max Frye                     | 29 de janeiro de 2018   |
| 3   | "Silver Smile" "(Sorriso Prateado)" (BR)                    | Jakob Verbruggen | Gina Gionfriddo                                 | 5 de fevereiro de 2018  |
| 4   | "These Bloody Thoughts" "(Malditos Pensamentos)" (BR)       | James Hawes      | Gina Gionfriddo e Cary Joji Fukunaga            | 12 de fevereiro de 2018 |
| 5   | "Hildebrandt's Starling" "(Estorninho-de-Hildebrandt)" (BR) | James Hawes      | E. Max Frye                                     | 19 de fevereiro de 2018 |
| 6   | "Ascension" "(Festa da Ascensão)" (BR)                      | Paco Cabezas     | E. Max Frye                                     | 26 de fevereiro de 2018 |
| 7   | "Many Sainted Men" "(Muitos Homens Santos)" (BR)            | Paco Cabezas     | John Sayles                                     | 5 de março de 2018      |
| 8   | "Psychopathia Sexualis"                                     | David Petrarca   | John Sayles                                     | 12 de março de 2018     |
| 9   | "Requiem" "(Réquiem)" (BR)                                  | Jamie Payne      | Hossein Amini                                   | 19 de março de 2018     |
| 10  | "Castle in the Sky" "(Castelo no Céu)" (BR)                 | Jamie Payne      | Cary Joji Fukunaga & John Sayles & Chase Palmer | 26 de março de 2018     |